# Гидрологический режим
Гидрологический режим — закономерные изменения гидрологических элементов водного объекта во времени, обусловленные физико-географическими и в первую очередь климатическими условиями бассейна.
Гидрологический режим включает многолетние (годы с повышенной или пониженной водностью), внутригодовые или сезонные (половодье, межень, паводок) и суточные колебания:
уровня воды (режим уровня); расходов воды (режим стока); ледовых явлений (ледовый режим); температуры воды (термический режим); количества и состава твёрдого материала, который переносится потоком (режим наносов); состава и концентрации растворённых химических веществ (гидрохимический режим); изменений русла реки (режим руслового процесса).
В зависимости от вида водного объекта (водоток или водоём) отличают гидрологический режим рек, озёр, водохранилищ, гидрогеологический режим, режим болот.
Элементами гидрологического режима называют явления и процессы, которые характеризуют гидрологический режим водного объекта (например, колебания уровня, расходов воды, температуры воды и тому подобное).
Естественный гидрологический режим нередко существенно изменяется под воздействием хозяйственной деятельности человека. В зависимости от наличия или отсутствия гидротехнических сооружений выделяют гидрологический режим регулируемый и природный или бытовой.
Наибольшее влияние на гидрологический режим оказывают водохранилища, с помощью которых осуществляется (в зависимости от проекта) суточное, недельное, сезонное и годовое регулирование стока (например каскад водохранилищ на Днепре), а также каналы (например канал Днепр — Донбасс, канал Северский Донец — Донбасс, Северо-Крымский канал).